# MHC De Dommel
MHC De Dommel is een Nederlandse hockeyclub uit Sint-Michielsgestel.
De Dommel heeft 4 kunstgrasvelden; 1 semi-water en 3 zandingestrooid, en ongeveer 500 leden. De beide eerste teams spelen in het seizoen 2015/16 in de Derde klasse.